# VAX

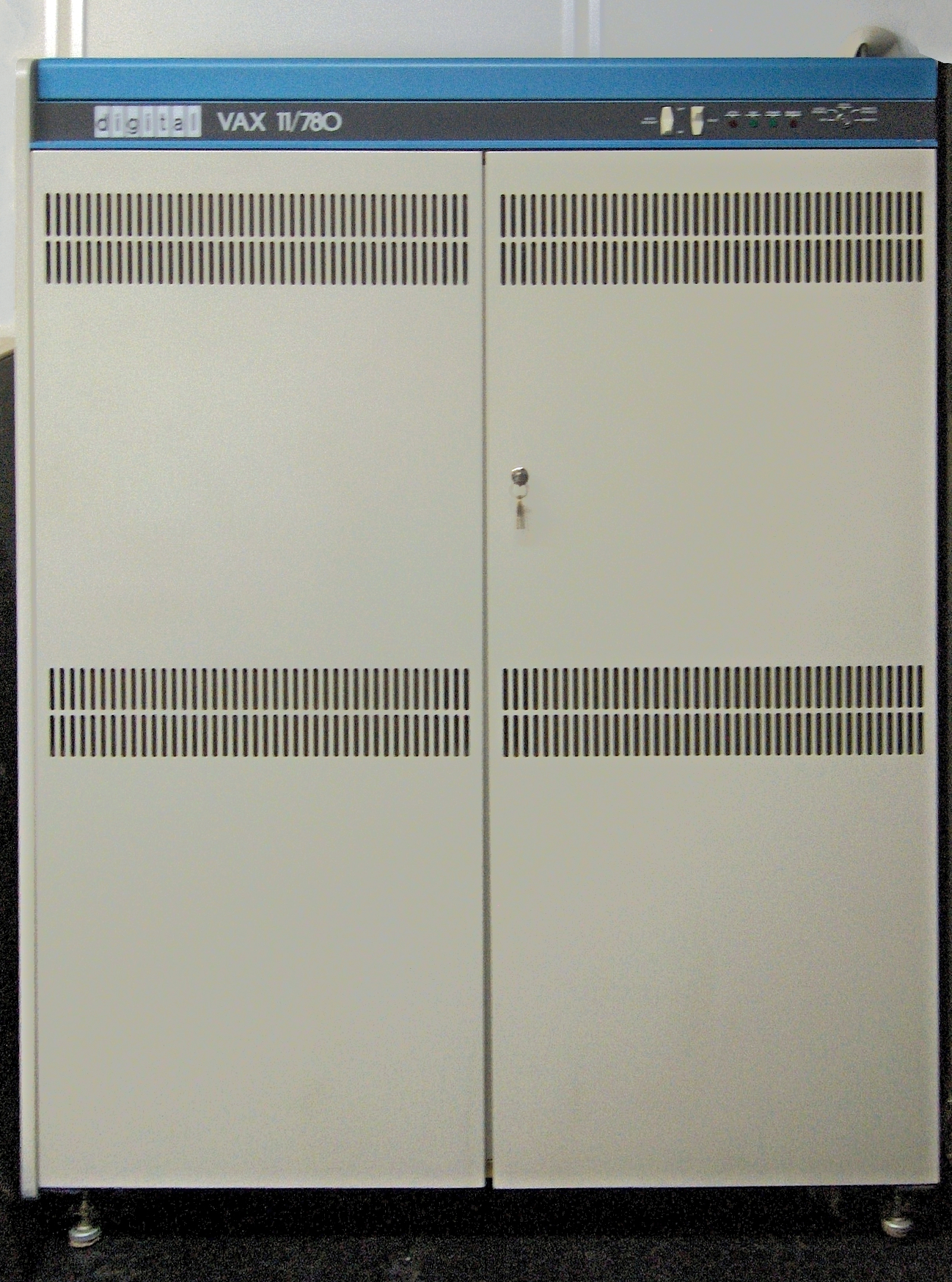
VAX-11/780.

VAX는 디지털 이큅먼트 코퍼레이션(DEC)이 1970년대 중반에 개발한 명령어 집합 아키텍처(ISA)이다.

## 명칭
"VAX"는 가상 주소 확장(virtual address extension)의 준말인데, 그 이유는 VAX가 오래된 16비트 PDP-11의 32비트 확장으로 간주되었고 (프라임 컴퓨터 이후) 가상 메모리를 처음 채택하여 더 넓은 주소 공간을 관리하였기 때문이다. 초기 버전의 VAX 프로세서는 호환성 모드를 구현하여 PDP-11 명령의 다수를 에뮬레이트하였기에 실제로 이러한 호환성을 강조하여 VAX-11로 불렸다.

## 운영 체제
네이티브 VAX 운영 체제는 디지털의 VAX/VMS였다. (1991년~1992년 초반에 OpenVMS로 이름이 바뀜. 당시 알파에 포팅되어 POSIX 표준에 맞게 수정되어 X/Open 컨소시엄의 XPG4와 호환된다고 하여 그렇게 정해짐.)

## 역사
1977년 10월 25일에 디지털 이큅먼트 코퍼레이션(DEC)가 선보인 VAX-11/780이 이 아키텍처를 구현한 영향력 있는 컴퓨터들 가운데 최초의 것이다. 카네기 멜런 대학교의 C. 고든 벨의 박사 과정의 학생인 빌 스트레커(Bill Strecker)가 이 아키텍처를 맡았다. 가격, 성능 수준, 용량이 각기 다른 수많은 모델들이 차후에 만들어졌다. VAX 슈퍼미니컴퓨터는 1980년대 초에 매우 인기를 끌었다.

## 프로세서 구조

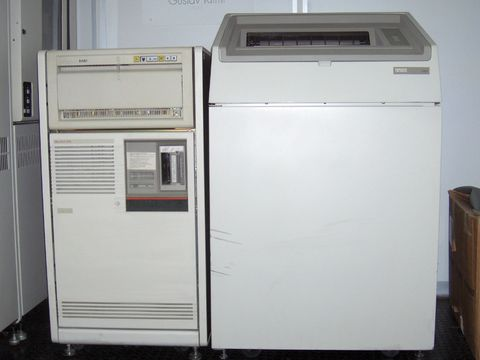
MicroVAX 3600 (왼쪽). 이와 함께 있는 프린터 (오른쪽)

### 가상 메모리 맵
VAX 가상 메모리는 4개의 부분으로 나뉘는데, 크기는 각각 1 기가바이트(어드레싱 문맥에 따라 230 바이트)이다:
| 구분 | 주소 범위               |
| ---- | ----------------------- |
| P0   | 0x00000000 - 0x3fffffff |
| P1   | 0x40000000 - 0x7fffffff |
| S0   | 0x80000000 - 0xbfffffff |
| S1   | 0xc0000000 - 0xffffffff |

VMS의 경우, 사용자 프로세스 공간을 위해 P0을, 프로세스 스택을 위해 P1을, 운영 체제를 위해 S0을 사용하였으며 S1은 예비로 남겨두었다.

### 권한 모드
VAX는 4개의 하드웨어 구현 권한 모드가 있다.
| 번호 | 모드       | VMS 사용      | 참고                  |
| ---- | ---------- | ------------- | --------------------- |
| 0    | 커널       | OS 커널       | 최고 수준의 권한 단계 |
| 1    | 실행       | 파일 시스템   |                       |
| 2    | 수퍼바이저 | 셸 (DCL)      |                       |
| 3    | 사용자     | 일반 프로그램 | 최저 수준의 권한 단계 |

### 프로세서 상태 레지스터
| CM | TP | MBZ | FD | IS | cmod | pmod | MBZ | IPL | MBZ | DV | FU | IV | T | N | Z | V | C |
| -- | -- | --- | -- | -- | ---- | ---- | --- | --- | --- | -- | -- | -- | - | - | - | - | - |
| 31 | 30 | 29  | 27 | 26 | 25   | 23   | 21  | 20  | 15  | 7  | 6  | 5  | 4 | 3 | 2 | 1 | 0 |

| 비트  | 의미                            |
| ----- | ------------------------------- |
| 31    | PDP-11 호환 모드                |
| 30    | 트레이스 보류                   |
| 29:28 | MBZ (0이어야 함)                |
| 27    | 첫 부분 완료 (인터럽트 명령)    |
| 26    | 인터럽트 스택                   |
| 25:24 | 현재의 권한 모드                |
| 23:22 | 이전 권한 모드                  |
| 21    | MBZ (0이어야 함)                |
| 20:16 | IPL (인터럽트 우선 순위 수준)   |
| 15:8  | MBZ (0이어야 함)                |
| 7     | 10진 오버플로 트랩 활성화       |
| 6     | 부동소수점 언더플로 트랩 활성화 |
| 5     | 정수 오버플로 트랩 활성화       |
| 4     | 트레이스                        |
| 3     | 부정                            |
| 2     | 영(0)                           |
| 1     | 오버플로                        |
| 0     | 캐리                            |